# Pod černou vlajkou
Pod černou vlajkou (v anglickém originále Black Sails) je americký dramatický televizní seriál, který se odehrává na počátku 18. století – ve zlatém věku pirátů. Popisuje příběhy kapitána Flinta a dalších pirátů – mezi nimi i mladého Johna Silvera. Příběhy se odehrávají 20 let před dějem knihy Ostrov pokladů od Roberta Louise Stevensona. Již v létě 2013, tedy několik měsíců před premiérou, bylo oznámeno, že Starz objednává druhou sérii, která měla 10 epizod.

## Obsazení

### Hlavní role
| Toby Stephens          | James Flint, obávaný pirátský kapitán lodi Walrus                      |
| Hannah New             | Eleanor Guthrie                                                        |
| Luke Arnold            | Dlouhý John Silver                                                     |
| Jessica Parker Kennedy | Max, nevěstka, později bordelmamá                                      |
| Tom Hopper             | William „Billy Bones" Manderly, bocman pirátské lodi Walrus            |
| Zach McGowan           | Charles Vane, pirátský kapitán lodi Ranger                             |
| Toby Schmitz           | Jack Rackham, kormidelník pirátské lodi Ranger                         |
| Clara Paget            | Anne Bonny členka posádky lodě Ranger, Rackhamova milenka              |
| Mark Ryan              | Hal Gates, kormidelník na lodi Walrus, zástupce kapitána Flinta        |
| Hakeem Kae-Kazim       | pan Scott, bývalý otrok, Eleanořina pravá ruka                         |
| Sean Cameron Michael   | Richard Guthrie, nejboharší obchodník na Bahamách, Eleanořin otec      |
| Louise Barnes          | Miranda Barlow                                                         |
| Rupert Penry-Jones     | Thomas Hamilton                                                        |
| Harriet Walter         | Marion Guthrie, Eleanořina babička                                     |
| Ray Stevenson          | Edward Teach pirátský kapitán známý jako Černovous                     |
| David Wilmot           | Israel Hands, Černovousova pravá ruka                                  |
| Luke Roberts           | Woodes Rogers, bývalý anglický korzár, guvernér ostrova New Providence |

### Vedlejší role
| Patrick Lyster | Benjamin Hornigold, bývalý slavný pirátský kapitán, nyní velitel obranné pevnosti v Nassau |
| Tadhg Murphy   | Ned Low, pirátský kapitán na lodi Fancy                                                    |
| Meganne Young  | Abigail Ashe, dcera bohatého londýnského lorda, která je unesena piráty                    |
| Lawrence Joffe | Randall, kuchař na lodi Walrus                                                             |
| Lise Slabber   | Idelle, nevěstka, která je nejlepší přítelkyní Max a milenkou Featherstona                 |
| Craig Jackson  | Augustus Featherstone, kormidelník na lodi Colonial Dawn                                   |
| Chris Fisher   | Ben Gunn, člen posádky na lodi Walrus                                                      |
| Zethu Dlomo    | Madi, dcera královny maroonů, uprchlých černošských otroků, kteří založili tajnou kolonii  |